# 소라야 포스트
소라야 비올라 헬레나 포스트(스웨덴어: Soraya Viola Heléna Post, 1959년 10월 15일~)은 스웨덴의 여성 진취당(Feministiskt initiativ)의 정치인이다. 그의 아버지는 독일에서 태어난 유대인이고 그녀의 어머니는 노르웨이와 스웨덴을 떠도는 롬이었다.

## 업적
2014년 2월, 포스트는 스웨덴의 유럽 의회에 당내 최고 후보자로 선택되었다. 그녀는 유럽 연합 의회에서 여성당에서 최초로 뽑혔고 그리고 최초로 정당에서 후보자가 된 롬이다. 2014년 5월 25일에 있었던 선거에서 여성 진취당은 유럽 의회에서 포스트가 유일하게 1석을 얻었다. 이는 유럽에서 처음으로 대표자 자리를 획득한 것이다.
그녀는 그녀의 장녀를 16살에 결혼하게 하였는데 이것은 스웨덴에서 법적으로 적정 나이에 도달하지 못한 것이다. 이 결혼은 롬 그룹에서 승인되지 않았다. 아이들의 결혼은 페미니스트 사이에서 굉장히 논쟁거리이고 그리고 스웨덴에서는 특별한 경우에 한해서만 조기 결혼이 허용된다. 포스트와 루마니아에서 온 다미안 드라기치는 2014년에 유럽 의회에 당선된 두 명의 롬 당선자들이었다.
포스트는 베스트라예탈란드 주 사법 평등 재판소(justice and equality committee)에서 나라의 소수자들을 위해 일하며, 롬에 대한 오해를 풀거나 예테보리에 있는 Agnesbergs 민중고등학교가 2007년부터 시작될 수 있도록 도왔다. 그녀는 SVT의 위원이었다. 유럽 의회의 선거가 끝난 이후 《아프톤블라데트》는 《더 선》이 지속적으로 포스트가 극우파라고 지칭했고 그녀가 우파들과 소통을 했다고 주장했다는 점을 보도했다. 6월 7일에는 포스트가 유럽 의회에 있는 사회 민주주의 그룹에 들어갈 것이라는 점이 밝혀졌다.

## 같이 보기
- 모하치 빅토리아
- 다미안 드라기치
- 야로커 리비어